# Екатеринославский сельсовет (Амурская область)
Екатериносла́вский сельсове́т — сельское поселение в Октябрьском районе Амурской области.
Административный центр — село Екатеринославка.

## История
Екатеринославский сельсовет образован в 1923 году. 
17 марта 2005 года в соответствии с Законом Амурской области № 457-ОЗ муниципальное образование наделено статусом сельского поселения.

## Население
| 2002   | 2010  | 2011  | 2012  | 2013  | 2014  | 2015  |
| ------ | ----- | ----- | ----- | ----- | ----- | ----- |
| 10 599 | ↘9774 | ↘9717 | ↘9531 | ↗9596 | ↘9581 | ↘9519 |
| 2016   | 2017  | 2018  | 2021  |       |       |       |
| ↘9388  | ↗9418 | ↗9595 | ↘9335 |       |       |       |

## Состав сельского поселения
| № | Населённый пункт | Тип населённого пункта       | Население |
| - | ---------------- | ---------------------------- | --------- |
| 1 | Екатеринославка  | село, административный центр | ↘9291     |
| 2 | Зорино           | село                         | →0        |
| 3 | Нагорный         | посёлок                      | ↗44       |